# Eric Adja
Eric Adja, né le 5 décembre 1973, est un fonctionnaire international franco-béninois. Il est l'actuel président de l'Agence francophone de l’intelligence artificielle (AFRIA), fondation internationale basée à Genève, en Suisse,,,. Il a occupé plusieurs postes de responsabilité dans les organisations internationales. Il est notamment passé par l'Organisation Internationale de la Francophonie (OIF) à Paris, l'ONG internationale Innovations et Réseaux pour le Développement (IRED) à Genève, l'Observatoire international des transferts de fonds des migrants dans les pays les moins avancés (OITFM), à New-York,,,.

## Éducation
C'est à l'Université d'Abomey-Calavi au Bénin, où il a obtenu une Licence et une maîtrise en sciences du langage et de la communication en 1996, qu'Eric Adja a commencé ses études universitaires. Puis il a continué à l'Université catholique de Louvain en Belgique  où il obtient un certificat en Communication sociale. Il poursuivit ses études à l'Université de Genève en Suisse entre 1998 et 2000. Là, il obtient un diplôme d’études supérieures en Linguistique informatique, après avoir obtenu une bourse de l'Agence universitaire de la francophonie, dans le cadre de l'école doctorale régionale en Génie  Linguistique. Au début des années 2000, c'est  l’Université de Paris 7 Denis Diderot et le Laboratoire Langues et Cultures d'Afrique noire (LLACAN) du CNRS  qu'il choisit pour préparer sa thèse de doctorat en linguistique théorique, descriptive et automatique, soutenue en novembre 2005, sur le thème: Proverbes, communication et cognition : étude ethnolinguistique d'une stratégie de transmission des savoirs traditionnels chez les Fon du Bénin.
De 2007 à 2014, il fut professeur assistant à l'université d'abomey-calavi. Il fut également chercheur invité au Centre national de la recherche scientifique (CNRS) à Villejuif en France. Parallèlement à cela, il passe un Master en Économie internationale et Globalisation, Économie de développement et développement international entre 2008 et 2010 à l'Université Pierre Mendès France de Grenoble,.        

## Carrière internationale

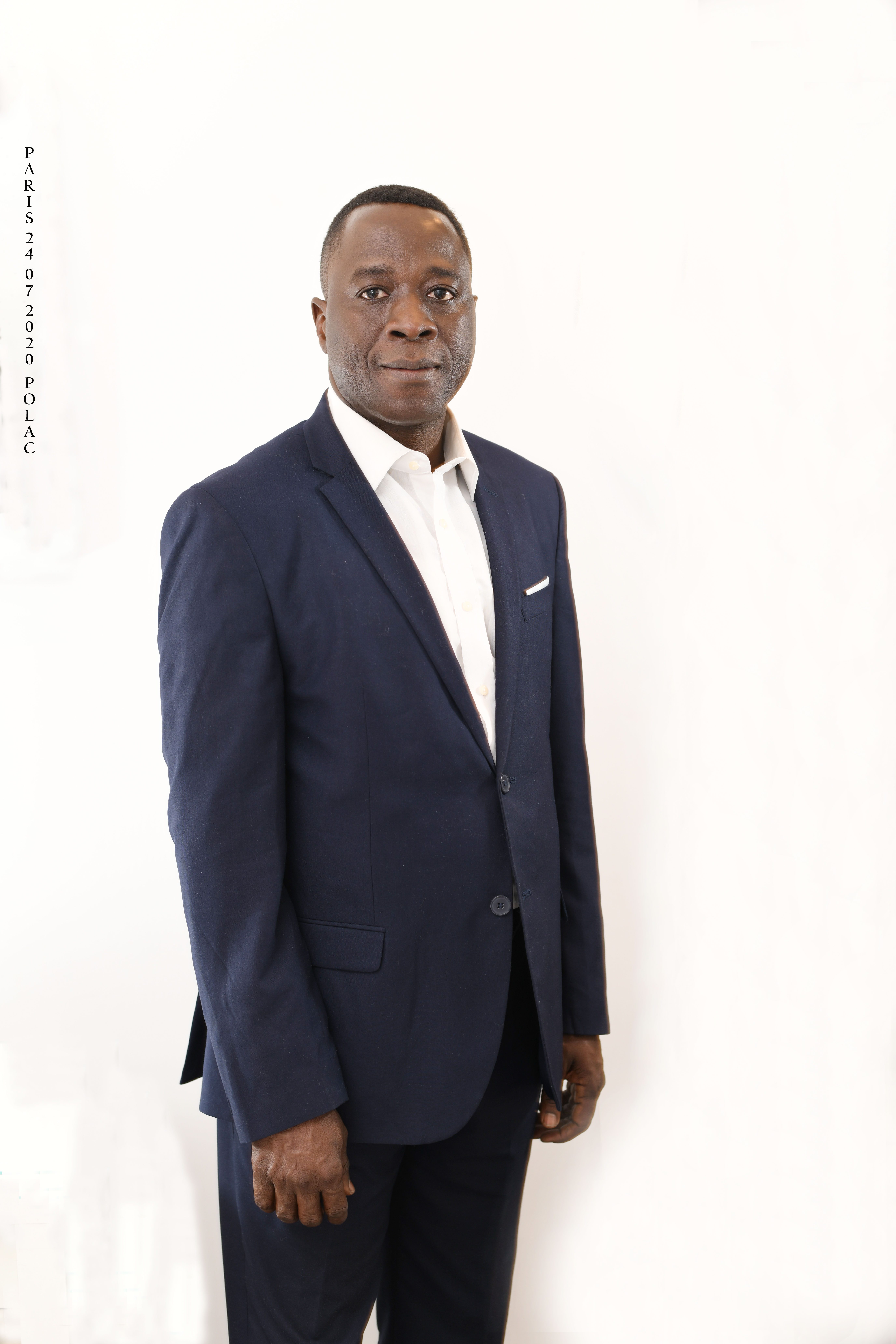
Éric Adja.

Dans le cadre de ses fonctions de Conseiller du Président de la République, Eric Adja est nommé et reste pendant 4 années à la tête de la direction générale de l’Observatoire international des transferts de fonds des migrants dans les pays les moins avancés (OITFM), une institution rattachée au Bureau de Coordination mondiale des PMA aux Nations unies, à New York. Bien avant cela, il a d'abord été à la tête de l'IRED (innovations et Réseaux pour le Développement) entre janvier 2002 et décembre 2005. Il va rejoindre l'OIF (Organisation internationale de la Francophonie) en 2014 en qualité de Directeur de la Francophonie numérique. En avril 2017, il est de retour en Afrique, à Lomé au Togo comme Directeur du Bureau Régional pour l’Afrique de l’Ouest de l'OIF. À ce poste, il  chapeaute 12 pays de l’Afrique de l’Ouest : Bénin, le Burkina Faso, le Cap Vert, la Côte d’Ivoire, le Ghana, la Guinée, la Guinée-Bissau, le Mali, la Mauritanie, le Niger, le Sénégal et le Togo,,,.     
Dans la perspective d'accompagner les États francophones à faire face aux défis éthiques liés à l'essor de l'intelligence artificielle, notamment en termes de démocratisation des besoins éducatifs et d’enseignement inclusif, de changement de climat, de sécurité alimentaire, etc., l'Agence francophone de l’intelligence artificielle (AFRIA) est créée le 14 novembre 2019,,. L'AFRIA a pour mission veiller à la diffusion des informations sur l'évolution des enjeux de l'intelligence artificielle, de sensibiliser les responsables publics, les dirigeants du secteur privé et de la société civile et également de contribuer à la formation des jeunes et des femmes, par l'acquisition de compétences utiles à leur employabilité dans le secteur du numérique. 